# Pronasoona
Pronasoona is een geslacht van spinnen uit de familie hangmatspinnen (Linyphiidae).

## Soorten
De volgende soorten zijn bij het geslacht ingedeeld:
- Pronasoona aurata Millidge, 1995
- Pronasoona sylvatica Millidge, 1995